# Орловский район (Кировская область)
Орло́вский район — административно-территориальная единица (район) и муниципальное образование (муниципальный район) в центре Кировской области России.
Административный центр — город Орлов.

## География
Расположен в центральной части Кировской области в 77 километрах к западу от Кирова. Площадь — 1989 км² (по другой оценке — 1940 км²).
Граничит с Оричевским, Котельническим, Даровским, Мурашинским и Юрьянским районами Кировской области и городским округом город Киров.
Основные реки — Вятка, Молома, Великая, Дубяна, Хвощевица, Вочка.

## История
На основании постановления ВЦИК РСФСР от 10 июня 1929 года из части территории бывшего Халтуринского уезда Вятской губернии образован Халтуринский район в составе Вятского округа Нижегородского края с центром в городе Халтурин.
С 1934 года район — в составе Кировского края, а с 1936 года — в Кировской области.
13 января 1941 года часть территории Халтуринского района передана в новый Медянский район. 30 сентября 1958 года к Халтуринскому району присоединена часть территории упразднённого Медянского района.
В 1992 году Халтуринский район переименован в Орловский.
С 1 января 2006 года согласно закону Кировской области от 07.12.2004 № 284-ЗО на территории района образовано 9 муниципальных образований: 1 городское поселение (Орловское) и 8 сельских поселений (Колковское, Кузнецовское, Лугиновское, Подгороднее, Тохтинское, Цепелевское, Чудиновское, Шадричевское).

## Население
| 1939    | 1959    | 1970    | 1979    | 1989    | 2002    | 2009    | 2010    | 2011    |
| ------- | ------- | ------- | ------- | ------- | ------- | ------- | ------- | ------- |
| 51 395  | ↘29 605 | ↘22 766 | ↘20 379 | ↘20 111 | ↘16 190 | ↘14 567 | ↘12 934 | ↘12 889 |
| 2012    | 2013    | 2014    | 2015    | 2016    | 2017    | 2018    | 2019    | 2020    |
| ↘12 873 | ↘12 837 | ↘12 791 | ↘12 610 | ↘12 457 | ↘12 225 | ↘11 962 | ↘11 708 | ↘11 459 |
| 2021    |         |         |         |         |         |         |         |         |
| ↘9687   |         |         |         |         |         |         |         |         |

0.86 % от населения области.

### Урбанизация
В городских условиях (город Орлов) проживают 56,86 % населения района.

## Муниципально-территориальное устройство
5 июля 2011 года законом Кировской области Колковское, Кузнецовское, Лугиновское, Подгороднее, Тохтинское, Цепелевское, Чудиновское и Шадричевское сельские поселения были объединены в Орловское сельское поселение с административным центром в деревне Моржи.
С 2011 года в Орловском районе 164 населённых пункта в составе одного городского и одного сельского поселений:
| № | Городское и сельские поселения | Административный центр | Количество населённых пунктов | Население | Площадь, км2 |
| - | ------------------------------ | ---------------------- | ----------------------------- | --------- | ------------ |
| 1 | Орловское городское поселение  | город Орлов            | 1                             | ↘5508     | 149,02       |
| 2 | Орловское сельское поселение   | деревня Моржи          | 163                           | ↘4179     | 1839,76      |

| №   | Населённый пункт                 | Тип     | Население | Муниципальное образование     |
| --- | -------------------------------- | ------- | --------- | ----------------------------- |
| 1   | Агапиха                          | деревня | 0         | Орловское сельское поселение  |
| 2   | Бадьины                          | деревня | 1         | Орловское сельское поселение  |
| 3   | Башкирь                          | деревня | 0         | Орловское сельское поселение  |
| 4   | Белянка                          | деревня | 51        | Орловское сельское поселение  |
| 5   | Березник                         | деревня | 0         | Орловское сельское поселение  |
| 6   | Болдычи                          | деревня | 33        | Орловское сельское поселение  |
| 7   | Большие Ждановы                  | деревня | 4         | Орловское сельское поселение  |
| 8   | Большие Скурихины                | деревня | 8         | Орловское сельское поселение  |
| 9   | Большие Юринцы                   | деревня | 4         | Орловское сельское поселение  |
| 10  | Боярские                         | деревня | 0         | Орловское сельское поселение  |
| 11  | Боярское                         | деревня | 17        | Орловское сельское поселение  |
| 12  | Боярщина                         | деревня | 2         | Орловское сельское поселение  |
| 13  | Брюхановщина                     | деревня | 0         | Орловское сельское поселение  |
| 14  | Булычевы                         | деревня | 85        | Орловское сельское поселение  |
| 15  | Булычи                           | деревня | 4         | Орловское сельское поселение  |
| 16  | Васенины                         | деревня | 16        | Орловское сельское поселение  |
| 17  | Васеничи                         | деревня | 0         | Орловское сельское поселение  |
| 18  | Васкичи                          | деревня | 1         | Орловское сельское поселение  |
| 19  | Ведро                            | деревня | 1         | Орловское сельское поселение  |
| 20  | Вересенки                        | деревня | 7         | Орловское сельское поселение  |
| 21  | Веретея                          | деревня | 19        | Орловское сельское поселение  |
| 22  | Верхние Вершинята                | деревня | 0         | Орловское сельское поселение  |
| 23  | Верхние Толмачи                  | деревня | 5         | Орловское сельское поселение  |
| 24  | Верхняя Боярщина                 | деревня | 2         | Орловское сельское поселение  |
| 25  | Вершинята                        | деревня | 3         | Орловское сельское поселение  |
| 26  | Весниничи                        | деревня | 4         | Орловское сельское поселение  |
| 27  | Володины                         | деревня | 4         | Орловское сельское поселение  |
| 28  | Высоково                         | деревня | 82        | Орловское сельское поселение  |
| 29  | Высоковские Зубари               | деревня | 0         | Орловское сельское поселение  |
| 30  | Вязовка                          | деревня | 2         | Орловское сельское поселение  |
| 31  | Головешкины                      | деревня | 0         | Орловское сельское поселение  |
| 32  | Голыши                           | деревня | 2         | Орловское сельское поселение  |
| 33  | Гребеневщина                     | деревня | 1         | Орловское сельское поселение  |
| 34  | Гребеневы                        | деревня | 0         | Орловское сельское поселение  |
| 35  | Грошовка                         | деревня | 1         | Орловское сельское поселение  |
| 36  | Давыдовы                         | деревня | 35        | Орловское сельское поселение  |
| 37  | Даниловка                        | деревня | 30        | Орловское сельское поселение  |
| 38  | Епиховщина                       | деревня | 36        | Орловское сельское поселение  |
| 39  | Журавли                          | деревня | 0         | Орловское сельское поселение  |
| 40  | Забайдуг                         | деревня | 6         | Орловское сельское поселение  |
| 41  | Заберезник                       | деревня | 4         | Орловское сельское поселение  |
| 42  | Завой                            | деревня | 0         | Орловское сельское поселение  |
| 43  | Заовраг                          | деревня | 6         | Орловское сельское поселение  |
| 44  | Засора                           | деревня | 2         | Орловское сельское поселение  |
| 45  | Зачернушка                       | деревня | 4         | Орловское сельское поселение  |
| 46  | Зимаки                           | деревня | 1         | Орловское сельское поселение  |
| 47  | Зоновщина                        | деревня | 0         | Орловское сельское поселение  |
| 48  | Зоновы                           | деревня | 0         | Орловское сельское поселение  |
| 49  | Зубари                           | деревня | 1         | Орловское сельское поселение  |
| 50  | Зыковы                           | деревня | 4         | Орловское сельское поселение  |
| 51  | Исупово                          | деревня | 1         | Орловское сельское поселение  |
| 52  | Казаковцевы                      | деревня | 33        | Орловское сельское поселение  |
| 53  | Канаевщина                       | деревня | 1         | Орловское сельское поселение  |
| 54  | Катюхинцы                        | деревня | 8         | Орловское сельское поселение  |
| 55  | Кипеневщина                      | деревня | 0         | Орловское сельское поселение  |
| 56  | Кленовица                        | село    | 16        | Орловское сельское поселение  |
| 57  | Кодачиги                         | деревня | 0         | Орловское сельское поселение  |
| 58  | Кодоловщина                      | деревня | 0         | Орловское сельское поселение  |
| 59  | Колеватовы                       | деревня | 5         | Орловское сельское поселение  |
| 60  | Колково                          | село    | 392       | Орловское сельское поселение  |
| 61  | Колошины                         | деревня | 0         | Орловское сельское поселение  |
| 62  | Колупаевы                        | деревня | 0         | Орловское сельское поселение  |
| 63  | Коншаки                          | деревня | 0         | Орловское сельское поселение  |
| 64  | Кордон Шапкино                   | деревня | 1         | Орловское сельское поселение  |
| 65  | Коробовщина                      | деревня | 77        | Орловское сельское поселение  |
| 66  | Коротаевы                        | деревня | 0         | Орловское сельское поселение  |
| 67  | Косые                            | деревня | 1         | Орловское сельское поселение  |
| 68  | Краевы                           | деревня | 0         | Орловское сельское поселение  |
| 69  | Красногоры                       | деревня | 26        | Орловское сельское поселение  |
| 70  | Кривошеины                       | деревня | 0         | Орловское сельское поселение  |
| 71  | Криничи                          | деревня | 4         | Орловское сельское поселение  |
| 72  | Крыловщина                       | деревня | 4         | Орловское сельское поселение  |
| 73  | Кузнецы                          | деревня | 680       | Орловское сельское поселение  |
| 74  | Куликовщина                      | деревня | 15        | Орловское сельское поселение  |
| 75  | Кумачи                           | деревня | 2         | Орловское сельское поселение  |
| 76  | Лощилята                         | деревня | 1         | Орловское сельское поселение  |
| 77  | Лугиновка                        | деревня | 105       | Орловское сельское поселение  |
| 78  | Лютовщина                        | деревня | 0         | Орловское сельское поселение  |
| 79  | Маклаки                          | деревня | 17        | Орловское сельское поселение  |
| 80  | Малковы                          | деревня | 8         | Орловское сельское поселение  |
| 81  | Малые Ждановы                    | деревня | 7         | Орловское сельское поселение  |
| 82  | Малые Кузнецовы                  | деревня | 15        | Орловское сельское поселение  |
| 83  | Малые Скурихины                  | деревня | 0         | Орловское сельское поселение  |
| 84  | Малые Соловьи                    | деревня | 0         | Орловское сельское поселение  |
| 85  | Малые Чемодановы                 | деревня | 4         | Орловское сельское поселение  |
| 86  | Малышовщина                      | деревня | 13        | Орловское сельское поселение  |
| 87  | Мамаевщина                       | деревня | 49        | Орловское сельское поселение  |
| 88  | Марамыги                         | деревня | 4         | Орловское сельское поселение  |
| 89  | Мизгири                          | деревня | 20        | Орловское сельское поселение  |
| 90  | Михеевы                          | деревня | 22        | Орловское сельское поселение  |
| 91  | Монастырщина                     | деревня | 8         | Орловское сельское поселение  |
| 92  | Моржи                            | деревня | 307       | Орловское сельское поселение  |
| 93  | Мундоро                          | деревня | 24        | Орловское сельское поселение  |
| 94  | Мургазеево                       | деревня | 0         | Орловское сельское поселение  |
| 95  | Нагоряна                         | деревня | 0         | Орловское сельское поселение  |
| 96  | Назаровы                         | деревня | 85        | Орловское сельское поселение  |
| 97  | Найковщина                       | деревня | 4         | Орловское сельское поселение  |
| 98  | Нечаевщина                       | деревня | 0         | Орловское сельское поселение  |
| 99  | Нижние Опарины                   | деревня | 0         | Орловское сельское поселение  |
| 100 | Нижние Толмачи                   | деревня | 6         | Орловское сельское поселение  |
| 101 | Нижний Курень                    | деревня | 6         | Орловское сельское поселение  |
| 102 | Новосёловы                       | деревня | 5         | Орловское сельское поселение  |
| 103 | Обаимы                           | деревня | 6         | Орловское сельское поселение  |
| 104 | Овчинниковы                      | деревня | 2         | Орловское сельское поселение  |
| 105 | Ожигановы                        | деревня | 3         | Орловское сельское поселение  |
| 106 | Озерки                           | деревня | 3         | Орловское сельское поселение  |
| 107 | Орлов                            | город   | ↘5508     | Орловское городское поселение |
| 108 | Перминовы                        | деревня | 0         | Орловское сельское поселение  |
| 109 | Племптицесовхоз                  | посёлок | 71        | Орловское сельское поселение  |
| 110 | Подберезные                      | деревня | 6         | Орловское сельское поселение  |
| 111 | Подгородняя                      | деревня | 0         | Орловское сельское поселение  |
| 112 | Подколюга                        | деревня | 0         | Орловское сельское поселение  |
| 113 | Подрелье                         | село    | 0         | Орловское сельское поселение  |
| 114 | Полушины                         | деревня | 0         | Орловское сельское поселение  |
| 115 | Поляки                           | деревня | 162       | Орловское сельское поселение  |
| 116 | Поляновщина                      | деревня | 2         | Орловское сельское поселение  |
| 117 | Потаничи                         | деревня | 2         | Орловское сельское поселение  |
| 118 | Поташицы                         | деревня | 0         | Орловское сельское поселение  |
| 119 | Пушкаревщина                     | деревня | 0         | Орловское сельское поселение  |
| 120 | Раменье                          | деревня | 6         | Орловское сельское поселение  |
| 121 | Русаново                         | село    | 244       | Орловское сельское поселение  |
| 122 | Саламатовы                       | деревня | 0         | Орловское сельское поселение  |
| 123 | Селичи                           | деревня | 5         | Орловское сельское поселение  |
| 124 | Семеново                         | деревня | 1         | Орловское сельское поселение  |
| 125 | Скозырята                        | деревня | 82        | Орловское сельское поселение  |
| 126 | Слободка                         | деревня | 3         | Орловское сельское поселение  |
| 127 | Соловецкое                       | село    | 46        | Орловское сельское поселение  |
| 128 | Соловьи                          | деревня | 5         | Орловское сельское поселение  |
| 129 | Солоницыны                       | деревня | 156       | Орловское сельское поселение  |
| 130 | Степановщина                     | деревня | 172       | Орловское сельское поселение  |
| 131 | Стульниковы                      | деревня | 0         | Орловское сельское поселение  |
| 132 | Тарабановы                       | деревня | 0         | Орловское сельское поселение  |
| 133 | Темняковщина                     | деревня | 16        | Орловское сельское поселение  |
| 134 | Тобольские                       | деревня | 2         | Орловское сельское поселение  |
| 135 | Тороповы                         | деревня | 10        | Орловское сельское поселение  |
| 136 | Торощины                         | деревня | 0         | Орловское сельское поселение  |
| 137 | Тохтино                          | село    | 385       | Орловское сельское поселение  |
| 138 | Тохтинские Пески                 | деревня | 0         | Орловское сельское поселение  |
| 139 | Тохтинские Тороповы              | деревня | 0         | Орловское сельское поселение  |
| 140 | Трухины                          | деревня | 2         | Орловское сельское поселение  |
| 141 | Тупицыны                         | деревня | 0         | Орловское сельское поселение  |
| 142 | Тюфяки                           | деревня | 0         | Орловское сельское поселение  |
| 143 | Усковы                           | деревня | 0         | Орловское сельское поселение  |
| 144 | Филимоновы                       | деревня | 64        | Орловское сельское поселение  |
| 145 | Халтурины                        | деревня | 1         | Орловское сельское поселение  |
| 146 | Хохловы                          | деревня | 254       | Орловское сельское поселение  |
| 147 | Хрестуны                         | деревня | 0         | Орловское сельское поселение  |
| 148 | Центральная усадьба плодосовхоза | посёлок | 396       | Орловское сельское поселение  |
| 149 | Цепели                           | деревня | 647       | Орловское сельское поселение  |
| 150 | Чарушниковы                      | деревня | 24        | Орловское сельское поселение  |
| 151 | Чисть                            | деревня | 60        | Орловское сельское поселение  |
| 152 | Чудиново                         | село    | 349       | Орловское сельское поселение  |
| 153 | Чудиновские Шишкари              | деревня | 1         | Орловское сельское поселение  |
| 154 | Чупины                           | деревня | 51        | Орловское сельское поселение  |
| 155 | Шабаленки                        | деревня | 0         | Орловское сельское поселение  |
| 156 | Шадрины                          | деревня | 1         | Орловское сельское поселение  |
| 157 | Шадричи                          | деревня | 237       | Орловское сельское поселение  |
| 158 | Шигонцы                          | деревня | 0         | Орловское сельское поселение  |
| 159 | Шишкари                          | деревня | 17        | Орловское сельское поселение  |
| 160 | Шубины                           | деревня | 1         | Орловское сельское поселение  |
| 161 | Шушканы                          | деревня | 0         | Орловское сельское поселение  |
| 162 | Яйцовщина                        | деревня | 2         | Орловское сельское поселение  |
| 163 | Яраничи                          | деревня | 0         | Орловское сельское поселение  |
| 164 | Ярушонки                         | деревня | 4         | Орловское сельское поселение  |

### Упразднённые населённые пункты
В Орловском сельском поселении: деревни Багаевы, Бизяевы, Голодаевщина, Демаки, Казанщина, Кодоловы, Колеватовы, Коротаевы, Кузнецы, Малыши, Пески, Петухи, Погудины, Полевщиковы, Сенцы, Старостины, Усенки, Хохловы, Чиренки, Шалагинцы, Шеины, Шеромовы, Юркичи.

## Председатели райисполкома
С 1929 по 1991 год в райисполкоме председательствовали:
| ФИО                 | Период                       |
| ------------------- | ---------------------------- |
| Кузьма Пуньгин      | июнь 1929 — сентябрь 1930    |
| Елизавета Варзегова | октябрь 1930 — ноябрь 1933   |
| Иван Кирсанов       | декабрь 1933 — январь 1938   |
| Фёдор Зонов         | май 1938 — январь 1940       |
| Агафон Фоминых      | январь 1940 — октябрь 1941   |
| Киприян Тимшин      | ноябрь 1941 — январь 1946    |
| Агафон Фоминых      | январь 1946 — апрель 1947    |
| Сергей Головизнин   | май 1947 — сентябрь 1949     |
| Владимир Соловьёв   | октябрь 1949 — апрель 1951   |
| Анатолий Наймушин   | май 1951 — март 1956         |
| Михаил Горячих      | март 1956 — декабрь 1957     |
| Алексей Клименко    | декабрь 1957 — октябрь 1960  |
| Владимир Косарев    | октябрь 1960 — август 1961   |
| Юрий Гусев          | сентябрь 1961 — декабрь 1962 |
| Фаина Лопатина      | декабрь 1962 — февраль 1967  |
| Виталий Герасимов   | февраль 1967 — февраль 1968  |
| Павел Суворов       | февраль 1968 — ноябрь 1975   |
| Иван Казаков        | декабрь 1975 — май 1984      |
| Анатолий Повышев    | июнь 1984 — декабрь 1986     |
| Геннадий Микрюков   | декабрь 1986 — декабрь 1991  |

## Экономика
В районе работают 46 малых предприятий, из них 11 занято сельскохозяйственным производством, 3 — производством пищевых продуктов, 7 — обработкой древесины и производством изделий из дерева. Также работают 12 предприятий торговли и общественного питания, 154 индивидуальных предпринимателя. Всего в предпринимательских структурах заняты 1676 человек, что составляет 23 % экономически активного населения. Ими производится 28 % от общего выпуска продукции района, а в общем объёме налоговых поступлений их доля 11,4 %.
Для дальнейшего развития малого бизнеса в районе разработана соответствующая программа и создаётся фонд поддержки развития малого предпринимательства. В общем объёме производства товаров, работ, услуг объём промышленной продукции составляет 33 %. Её основные виды — сыр, хлеб, хлебобулочные и макаронные изделия, мебель, шахматы, нарды, дверные блоки, пиломатериал. Но все же основной профиль района — сельскохозяйственный.

## Культура
В поселениях Орловского района созданы 8 муниципальных учреждений культуры — центры досуга и библиотечного обслуживания. Они включают 16 библиотек, в том числе 3 — в Орлове, а также 16 учреждений культурно-досугового типа, в том числе центр культуры и досуга и кино «Факел» в Орлове. Статус самостоятельного юридического лица имеет МУК «Краеведческий музей».

### Газета
12 (25) июня 1917 года вышел первый номер уездной газеты — «Орловская народная газета», которая издавалась небольшим тиражом Орловским уездным комитетом крестьянского союза и выходила два раза в неделю (вторник и пятница) на четырёх страницах. В ней публиковались официальные распоряжения, сообщения о перемещении должностных лиц, объявления о разборе судебных дел, давалась пространная реклама, сообщалось о ходе подготовки к проведению выборов в учредительное собрание.
После установления советской власти уездный совет крестьянских, солдатских и рабочих депутатов приступил к созданию своей газеты «Известия Совета крестьянских и рабочих депутатов Орловского уезда Вятской губернии», первый номер которой вышел 28 января (10 февраля) 1918 года. Она выходила два раза в неделю — в четверг и воскресенье. В ней публиковался материал о работе уездных съездов советов. 3 января 1919 года переименована в «Советскую газету», которая стала выходить ежедневно. Вышло 127 номеров. Газета имела две страницы, но иногда выходила и на четырёх. 15 июня 1919 года выпуск «Советской газеты» прекратился.
С 25 декабря 1919 года по 29 сентября 1920 года выходила «Крестьянская газета» (еженедельно по четвергам) — орган Орловского комитета РКП и уездного исполнительного комитета совета крестьянских и рабочих депутатов.
Длительное время газета в уезде не издавалась. Лишь иногда выпускались отдельные номера. Так, в 1922 году было издано несколько номеров газеты «Заря коммуны» — орган орловского уездного комитета РКСМ, «Работник просвещения» — орган отдела народного образования, в 1924 году — «МОПР» — издание Халтуринского уездного отделения МОПР, в 1925 году «Авиадруг» — издание Халтуринского уездного отделения ОСОАВИАХИМа, в 1929 году — «Маёвка» — однодневный орган Халтуринской уездной первомайской комиссии.
Районная газета стала регулярно выходить только с 1 апреля 1931 года, когда вышел первый номер газеты «Халтуринская правда», издаваемой райкомом ВКП(б), райисполкомом и райпрофсоветом. Первоначально газета публиковалась раз в пять дней на четырёх страницах. В газете описывалась хозяйственная и культурная жизнь района. 1 мая 1962 года вышел последний номер «Халтуринской правды». В это время стали создаваться межрайонные газеты, Халтуринский район был отнесён к Кировскому территориальному производственному колхозно-совхозному управлению, которое объединяло Оричевский, Халтуринский, Кирово-Чепецкий и Куменский районы. Вместо четырёх районных газет стала выходить одна межрайонная под названием «Сельская новь». Редакция газеты находилась в Кирове, в здании областной газеты «Кировская правда». С 10 февраля 1993 года районная газета стала вновь выходить — под названием «Орловская газета».

## Почётные граждане
- Шабалин, Геннадий Георгиевич — председатель колхоза «Чудиновский»
- Колеватов, Николай Алексеевич — директор средней школы № 1, краевед
- Русских, Аркадий Сергеевич — председатель колхозов «Путь к коммунизму», «Прогресс», начальник райсельхозуправления
- Горева, Нина Степановна — птичница племптицехозяйства «Орловское»
- Амосов, Александр Прокопьевич — директор средней школы № 1, заместитель директора по учебной части Халтуринского педагогического училища
- Колотова, Нина Павловна — учитель математики средней школы № 2
- Шабунин Виссарион Александрович — агроном, садовод плодосовхоза
- Шангина Вера Никифоровна — врач—терапевт Орловской ЦРБ